# Apanteles insignis
Apanteles insignis är en stekelart som beskrevs av Muesebeck 1938. Apanteles insignis ingår i släktet Apanteles och familjen bracksteklar. Inga underarter finns listade i Catalogue of Life.